# سانتا إيولاليا ديل ريو
بلدية سانتا إيولاليا ديل ريو (بالإسبانية: Santa Eulalia del Río) هي بلدية تقع في منطقة جزر البليار شرق إسبانيا.

## الديموغرافيا
بلغ عدد سكان بلدية سانتا إيولاليا ديل ريو 33.734 نسمة عام 2011 (وفقاً للمعهد الوطني للإحصاء الإسباني).
| 19.452 | 21.122 | 25.080 | 26.724 | 28.361 | 31.314 | 33.734 |